# 벤큐
벤큐(BenQ Corporation, 明基電通股份有限公司)는 "BenQ"라는 브랜드 이름으로 가전 기기, 연산 및 통신 기기를 판매하는 타이완에 소재한 다국적 기업이다.
여기서 벤큐(BenQ)는 Bringing Enjoyment and Quality to life(삶에 즐거움과 품질을)라는 표어에서 가져온 것이다.

## 스폰서
- 2013 벤큐 글로벌 스타크래프트 II 팀 리그 시즌 1
- 2019 벤큐 배틀그라운드 한,중,일전
- 2020 벤큐 배틀그라운드 한,중,일전

## 자회사
- 조위기어

## 같이 보기
- 타이완의 기업 목록